# Ringwould with Kingsdown
Ringwould with Kingsdown est une paroisse civile du Kent, en Angleterre.